# Acmopyle
Acmopyle is een geslacht van coniferen uit de familie Podocarpaceae. Het geslacht telt een tweetal groenblijvende boomsoorten. De soort A. pancheri in endemisch in Nieuw-Caledonië en de soort A. sahniana is endemisch in Fiji.

## Soorten
- Acmopyle pancheri (Brongn. & Gris.) Pilg.
- Acmopyle sahniana J.Buchholz & N.E.Gray

Acmopyle · 
Afrocarpus · 
Dacrycarpus · 
Dacrydium · 
Falcatifolium · 
Halocarpus · 
Lagarostrobos · 
Lepidothamnus · 
Manoao · 
Microcachrys · 
Microstrobos · 
Nageia · 
Parasitaxus · 
Podocarpus · 
Prumnopitys · 
Retrophyllum · 
Saxegothaea · 
Sundacarpus